# Xô viết Tối cao Liên Xô
Xô viết Tối cao Liên Xô (tiếng Nga: Верхо́вный Сове́т СССР, Verkhóvnyj Sovét SSSR) là cơ quan lập pháp tối cao của Liên bang Xô viết và là cơ quan có quyền lực sửa đổi Hiến pháp trong thời gian từ 1938-1991. Xô viết Tối cao Liên Xô bầu Đoàn Chủ tịch, thiết lập Hội đồng Bộ trưởng, Tòa án Tối cao và Tổng Công tố Liên Xô.
Xô viết Tối cao Liên Xô là cơ quan tập thể lãnh đạo trong khoảng thời gian không nhóm họp Đoàn Chủ tịch thực hiện chức năng hành pháp, lập pháp tương đương. Đến năm 1989 người đứng đầu Xô viết Tối cao Liên Xô là Chủ tịch Xô Viết tối cao của Liên Xô. Từ năm 1990 là Tổng thống Liên Xô.

## Kết quả

### Bầu cử Lập pháp Liên Xô năm 1984 (trực tiếp cuối cùng)

#### Xô viết Liên bang
|           |                       |             |        |     |
| Đảng      | Đảng                  | Phiếu bầu   | %      | Ghế |
|           | Đảng Cộng sản Liên Xô | 183.897.278 | 99.94  | 551 |
|           | Độc lập               | 183.897.278 | 99.94  | 199 |
| Chống     | Chống                 | 109.078     | 0.06   | 0   |
| Tổng cộng | Tổng cộng             | 184.006.356 | 100.00 | 750 |

#### Xô viết Quốc gia
|           |                       |             |        |     |
| Đảng      | Đảng                  | Phiếu bầu   | %      | Ghế |
|           | Đảng Cộng sản Liên Xô | 183.592.183 | 99.77  | 521 |
|           | Độc lập               | 183.592.183 | 99.77  | 229 |
| Chống     | Chống                 | 414.172     | 0.23   | 0   |
| Tổng cộng | Tổng cộng             | 184.006.355 | 100.00 | 750 |

### Bầu cử Lập pháp Liên Xô năm 1989 (gián tiếp cuối cùng)
| Đảng phái             | Bầu phiếu   | Tỷ lệ | Đại biểu      |
| --------------------- | ----------- | ----- | ------------- |
| Đảng Cộng sản Liên Xô | 150.370.913 | 87,0% | 1.958 / 2.250 |
| Độc lập               | 22.469.217  | 13,0% | 292 / 2.250   |
| Tổng cộng             | 172.840.130 | 100%  | N/A           |

## Lịch sử
Xô viết Tối cao Liên Xô được thành lập bởi Hiến pháp Liên Xô năm 1936. Là cơ quan đại diện quyền lực tối cao của Liên Xô thay thế Đại hội Xô viết và Ủy ban Chấp hành Liên Xô. Phiên họp đầu tiên tổ chức ngày 12/1/1938.
Các đại biểu được bầu bằng phổ thông đầu phiếu, bí mật và bỏ phiếu trực tiếp bởi nhân dân.

### Perestroika
Tại Hội nghị Đảng Cộng sản Liên Xô XIX tổ chức tháng 6/1988 Tổng bí thư Đảng Cộng sản Liên Xô M. Gorbachev đã công bố dự thảo cải tổ chính trị. Ngày 1/12/1988 Xô viết Tối cao Liên Xô thông qua luật bầu cử Đại biểu Nhân dân Liên Xô và sửa đổi một số điều Hiến pháp năm 1977 cho phù hợp.
Ngày 25/5/1989 Đại hội Đại biểu Nhân dân lần thứ I khai mạc và bầu Gorbachev làm Chủ tịch Xô viết Tối cao Liên Xô. Kể từ năm 1989 Xô viết Tối cao do Đại hội Đại biểu Nhân dân Liên Xô bầu.
Ngày 15/3/1990 Gorbachev được Đại hội Đại biểu Nhân dân Liên Xô bầu làm Tổng thống. Chủ tịch Xô viết Tối cao Liên Xô là Anatoly Lukyanov.
Sau vụ đảo chính năm 1991, Chủ tịch Anatoly Lukyanov bị bắt giữ, ngày 4/9/1991 bị cách chức.

### Giải thể
Sau vụ Đảo chính Liên Xô năm 1991, Xô viết Tối cao Liên Xô tổ chức cải tổ. Phiên họp đầu tiên sau cải tổ tổ chức ngày 24/10/1991 bầu Chủ tịch Hội đồng Nhà nước Liên Xô và Chủ tịch Xô viết Liên bang. Thông qua quy chế tạm thời.
Ngày 8/12/1991 Hiệp định Belovezh được ký kết được Xô viết Tối cao Nga thông qua ngày 12/12/1991. Theo hiệp định Xô viết Tối cao Liên Xô chính thức bị bãi bỏ.

## Các cuộc bầu cử và triệu tập
- Xô viết Tối cao Liên Xô triệu tập lần thứ I; ngày 12/12/1937, nhiệm kỳ 1938-1946 (trong thời gian chiến tranh không tổ chức được bầu cử.
- Xô viết Tối cao Liên Xô triệu tập lần thứ II; ngày 10/2/1946, nhiệm kỳ 1946-1950
- Xô viết Tối cao Liên Xô triệu tập lần thứ III; ngày 12/3/1950, nhiệm kỳ 1950-1954
- Xô viết Tối cao Liên Xô triệu tập lần thứ IV; ngày 14/3/1954, nhiệm kỳ 1954-1958
- Xô viết Tối cao Liên Xô triệu tập lần thứ V; ngày 16/3/1958, nhiệm kỳ 1958-1962
- Xô viết Tối cao Liên Xô triệu tập lần thứ VI; ngày 18/3/1962, nhiệm kỳ 1962-1966
- Xô viết Tối cao Liên Xô triệu tập lần thứ VII; ngày 12/6/1966, nhiệm kỳ 1966-1970
- Xô viết Tối cao Liên Xô triệu tập lần thứ VIII; ngày 14/6/1970, nhiệm kỳ 1970-1974
- Xô viết Tối cao Liên Xô triệu tập lần thứ IX; ngày 16/6/1974, nhiệm kỳ 1974-1979
- Xô viết Tối cao Liên Xô triệu tập lần thứ X; ngày 4/3/1979, nhiệm kỳ 1979-1984
- Xô viết Tối cao Liên Xô triệu tập lần thứ XI; ngày 4/3/1984, nhiệm kỳ 1984-1989
- Xô viết Tối cao Liên Xô triệu tập lần thứ XII; Xô viết Tối cao Liên Xô được Đại hội Đại biểu Nhân dân Liên Xô bầu, nhiệm kỳ 1989-31/8/1991
- Xô viết Tối cao Liên Xô gồm đại diện từ 7 nước Cộng hòa Liên bang, và 3 quan sát từ nước Cộng hòa Liên bang-"Xô viết Tối cao cấu trúc mới" gồm 2 viện, có nhiệm kỳ từ 21/10-26/12/1991

## Tổ chức
Xô viết Tối cao Liên Xô gồm 2 viện: Xô viết Quốc gia và Xô viết Liên bang, với quyền lực tương đương nhau. Nhiệm kỳ của Xô viết Tối cao Liên Xô theo Hiến pháp năm 1936 là 4 năm, sau đó là 5 năm theo Hiến pháp 1977.
Điều 110 Hiến pháp Liên Xô 1977 quy định Xô viết Quốc gia và Xô viết Liên bang có số đại biểu tương đương nhau. Xô Viết Liên bang được bầu dựa theo số dân. Xô viết Quốc gia được bầu trên cơ sở đại diện: 32 đại biểu từ các nước Cộng hòa Liên bang, 11 đại biểu từ các nước Cộng hòa tự trị, 5 đại biểu từ vùng tự trị và 1 đại biểu từ khu vực tự trị.

### Đoàn Chủ tịch
Xô viết Quốc gia và Xô viết Liên bang tổ chức phiên họp chung để bầu ra Đoàn Chủ tịch. Là cơ quan thường trực của Xô viết Tối cao Liên Xô có trách nhiệm thực hiện chức năng và nhiệm vụ của Xô viết Tối cao Liên Xô giữa 2 kỳ họp.
Ban đầu Đoàn Chủ tịch gồm: 1 Chủ tịch, 11 Đại biểu, 1 Thư ký và 24 thành viên.
Sau khi sáp nhập các Các nước Baltic và Moldova năm 1940, số lượng thành viên Đoàn Chủ tịch được mở rộng tăng thêm 16 thành viên.
Luật tổ chức Xô viết Tối cao Liên Xô sửa đổi 19/3/1946 và 25/2/1947 giảm số lượng thành viên xuống 15 người.
Luật tổ chức Xô viết Tối cao Liên Xô sửa đổi 25/12/1958 quy định số lượng Phó Chủ tịch là 15 người (từ mỗi Cộng hòa Liên bang) và số lượng thành viên tăng lên 16.
Luật tổ chức Xô viết Tối cao Liên Xô sửa đổi 3/8/1966 số lượng thành viên tăng lên 20.
Hiến pháp năm 1977 quy định Đoàn Chủ tịch được bầu từ các đại biểu Xô viết Tối cao Liên Xô và bao gồm 1 Chủ tịch Đoàn, 1 Phó Chủ tịch thứ nhất, 15 Phó Chủ tịch (từ mỗi nước Cộng hòa Liên bang), 1 thư ký và 21 thành viên.
Kể từ năm 1988 Đoàn Chủ tịch bao gồm: Chủ tịch Đoàn, Phó chủ tịch thứ nhất Đoàn, 15 Phó chủ tịch Đoàn-Chủ tịch Đoàn Chủ tịch các nước Cộng hòa Liên bang, Chủ tịch Xô viết Quốc gia và Chủ tịch Xô viết Liên bang, Chủ tịch Ủy ban Kiểm sát Nhân dân, các Chủ tịch Ủy ban thường trực và viện của Xô viết Tối cao Liên Xô.
Trong giai đoạn cuối Đoàn Chủ tịch gồm Chủ tịch Xô viết Tối cao Liên Xô, Chủ tịch Xô viết Quốc gia và Chủ tịch Xô viết Liên bang, Chủ tịch Ủy ban thường trực của viện và của Xô viết Tối cao Liên Xô, đại biểu nhân dân gồm 1 từ Cộng hòa Liên bang, 2 từ Cộng hòa tự trị, 1 từ tỉnh tự trị và khu tự trị.
Ngày 18/10/1991 Đoàn Chủ tịch tổ chức phiên họp cuối cùng. Theo đó Chính phủ sẽ điều hành giai đoạn quá độ, Đoàn Chủ tịch chính thức hoạt động.

### Hội đồng trưởng lão
Là cơ quan tư vấn cho Xô viết Tối cao Liên Xô, hình thành từ mỗi viện. Trước năm 1989 Hội đồng trưởng lão không được thừa nhận một cách hợp pháp, và chỉ được thừa nhận khi Quy định về Hội đồng Liên Xô Trưởng Lão được thông qua ngày 20/12/1989.
Nhiệm vụ của Hội đồng trưởng lão là tổ chức các vấn đề thảo luận tại các phiên họp của Xô viết Tối cao Liên Xô.

## Lãnh đạo

### Chủ tịch Đoàn Chủ tịch Xô viết Tối cao
Chủ tịch Đoàn Chủ tịch Xô viết Tối cao Liên Xô là người đứng đầu Đoàn Chủ tịch Xô viết Tối cao Liên Xô. Chức vụ thường được Tổng bí thư Đảng Cộng sản Liên Xô hoặc Chủ tịch Hội đồng Bộ trưởng Liên Xô kiêm nhiệm nên thường được gọi là chức vụ đứng đầu nhà nước Liên Xô.
| #  | Họ tên (sinh-mất)                                    | Họ tên (sinh-mất)                | Nhiệm kỳ   | Nhiệm kỳ   | Phó Chủ tịch thứ nhất                                   | Triệu tập     |
| #  | Họ tên (sinh-mất)                                    | Họ tên (sinh-mất)                | Bắt đầu    | Kết thúc   | Phó Chủ tịch thứ nhất                                   | Triệu tập     |
| -- | ---------------------------------------------------- | -------------------------------- | ---------- | ---------- | ------------------------------------------------------- | ------------- |
| 1  |                                                      | Mikhail Kalinin (1875—1946)      | 17/1/1938  | 19/3/1946  | Nikolay Shvernik                                        | lần thứ 1     |
| 2  |                                                      | Nikolay Shvernik (1888—1970)     | 19/3/1946  | 15/3/1953  | -                                                       | lần thứ 2-3   |
| 3  |                                                      | Kliment Voroshilov (1881—1969)   | 15/3/1953  | 7/5/1960   | -                                                       | lần thứ 3-5   |
| 4  |                                                      | Leonid Brezhnev (1906—1982)      | 7/5/1960   | 15/7/1964  | -                                                       | lần thứ 5-6   |
| 5  |                                                      | Anastas Mikoyan (1895—1978)      | 15/7/1964  | 9/12/1965  | -                                                       | lần thứ 6     |
| 6  |                                                      | Nikolai Podgorny (1903—1983)     | 9/12/1965  | 16/6/1977  | -                                                       | lần thứ 6-9   |
| 7  |                                                      | Leonid Brezhnev (1906—1982)      | 16/6/1977  | 10/11/1982 | Vasili Kuznetsov                                        | lần thứ 10    |
| —  |                                                      | Vasili Kuznetsov (1901—1990)     | 10/11/1982 | 16/6/1983  | -                                                       | lần thứ 10    |
| 8  | Tập tin:Yuri Andropov - Soviet Life, August 1983.jpg | Yuri Andropov (1914—1984)        | 16/6/1983  | 9/2/1984   | Vasili Kuznetsov                                        | lần thứ 10    |
| —  |                                                      | Vasili Kuznetsov (1901—1990)     | 9/2/1984   | 11/4/1984  | -                                                       | lần thứ 11    |
| 9  | Tập tin:Konstantin Chernenko (cropped).jpg           | Konstantin Chernenko (1911—1985) | 11/4/1984  | 10/3/1985  | Vasili Kuznetsov                                        | lần thứ 11    |
| —  |                                                      | Vasili Kuznetsov (1901—1990)     | 10/3/1985  | 2/7/1985   | -                                                       | lần thứ 11    |
| 10 |                                                      | Andrei Gromyko (1909—1989)       | 2/7/1985   | 1/10/1988  | Vasili Kuznetsov (1985-1986) Pyotr Demichev (1986-1988) | lần thứ 11    |
| 11 |                                                      | Mikhail Gorbachev (1931-)        | 1/10/1988  | 25/5/1989  | Anatoly Lukyanov                                        | lần thứ 11-12 |

### Chủ tịch Xô Viết tối cao Liên Xô
| # | Họ tên (sinh-mất) | Họ tên (sinh-mất)         | Nhiệm kỳ  | Nhiệm kỳ   | Phó Chủ tịch thứ nhất | Triệu tập  |
| # | Họ tên (sinh-mất) | Họ tên (sinh-mất)         | Bắt đầu   | Kết thúc   | Phó Chủ tịch thứ nhất | Triệu tập  |
| - | ----------------- | ------------------------- | --------- | ---------- | --------------------- | ---------- |
| 1 |                   | Mikhail Gorbachev (1931-) | 25/5/1989 | 15/3/1990  | Anatoly Lukyanov      | lần thứ 12 |
| 2 |                   | Anatoly Lukyanov (1930-)  | 15/3/1990 | 4/9/1991   | Gennady Yanayev       | lần thứ 12 |
| - |                   | Trống                     | 4/9/1991  | 26/12/1991 | Trống                 | lần thứ 12 |

## Các sự kiện chính
- Trong Thế chiến II, đã có 4 phiên họp triệu tập lần thứ I Xô viết Tối cao Liên Xô:
  - Phiên họp thứ 9 (18/6/1942) phê chuẩn gia nhập phe đồng minh trong cuộc chiến tại châu Âu và trên sự hợp tác và hỗ trợ lẫn nhau với Hoa Kỳ và Anh.
  - Phiên họp thứ 10 (28/1-1/2/1944)
  - Phiên họp thứ 11 (24-27/4/1945)
  - Phiên họp thứ 12 (22-23/6/1945) thông qua Luật xuất ngũ cho sĩ quan binh lính trong quân đội.